# Ungarische Eishockeyliga 2012/13
Die Saison 2012/13 war die 76. Spielzeit der ungarischen Eishockeyliga, der höchsten ungarischen Eishockeyspielklasse. Meister wurde zum insgesamt fünften Mal in der Vereinsgeschichte Dunaújvárosi Acélbikák.

## Modus
Nachdem in den vorangegangenen Spielzeiten die ungarische Liga ausschließlich aus einer Playoff-Runde bestanden hatte, an der die MOL-Liga-Teilnehmer sowie SAPA Fehérvár AV 19 teilgenommen hatten, wurden in der Saison 2012/13 keine separate Spielen als ungarische Meisterschaft ausgetragen. Stattdessen wurde die bestplatzierte ungarische Mannschaft der MOL Liga als ungarischer Meister gekürt.

## Teilnehmer
Da SAPA Fehérvár AV 19 sein Farmteam aus der MOL Liga zurückgezogen hatte, nahmen 4 ungarische Mannschaften an der MOL Liga teil:
| Klub                     | Standort    | Eishalle                 | Kapazität | Gründung |
| ------------------------ | ----------- | ------------------------ | --------- | -------- |
| Dab.Docler               | Dunaújváros | Dunaújvárosi Jégcsarnok  | 4000      | 2006     |
| Ferencvárosi TC          | Budapest    | Pesterzsébeti Jégcsarnok | 1500      | 1928     |
| Miskolci Jegesmedvék JSE | Miskolc     | Miskolci Jégcsarnok      | 1300      | 1978     |
| Újpesti TE               | Budapest    | Újpesti Jégcsarnok       | 1300      | 1955     |

## Ergebnisse
Im Play-off-Halbfinale der MOL Liga setzte sich Dab.Docler mit 3:1 gegen Miskolci Jegesmedvék JSE durch und sicherte sich damit die ungarische Meisterschaft. Zuvor hatte Dab.Docler auch die Hauptrunde der Spielklasse dominiert und sicherte sich am Saisonende auch den Meistertitel der MOL Liga.
Play-off-Halbfinale
| Serie                                 | Endstand | Spiel 1             | Spiel 2             | Spiel 3             | Spiel 4                        | Spiel 5 |
| Dab.Docler − Miskolci Jegesmedvék JSE | 3:1      | 7:2 (4:1, 1:1, 2:0) | 2:4 (0:2, 2:1, 0:1) | 4:1 (1:1, 0:0, 3:0) | 2:1 n. V. (0:1, 1:0, 0:0, 1:0) | –       |

## Kader des ungarischen Meisters
| Ungarischer Meister Dab.Docler | Torhüter: Tamás Kiss, Peter Sevela Verteidiger: Marek Chvatal, Peter Huba, Adrián Hüffner, Dániel Kiss, Viktor Lindgren, Richárd Nagy, Robert Sabadoš Angreifer: Zsolt Azari, Nikandrosz Galanisz, Tamás Gröschl, Ákos Kiss, Jozef Mihalik, Viktor Papp, Csaba Papp, Attila Pavuk, Imre Peterdi, Balázs Somogyi, Hunor Strenk, Dávid Szappanos, Lajos Tőkési, Artyom Vaszjunyin, Tamás Virág Trainerstab: Stephan Lundh, Szilassy Zoltán, Berényi Norbert |